# 정재민 (언론인)
정재민(鄭在珉, 1968년 ~ )은 대한민국의 대학 교수의 언론인이다.  신문기자로 활동하여 카이스트 대학원 교수를 역임했다.

## 학력
- 서강대학교 신문방송학 학사
- 서강대학교 대학원 신문방송학 석사
- 플로리다대학교 대학원 언론학 박사
- 미국 플로리다대 매스컴 박사

## 경력
2010 ~ 2011 한국미디어경영학회 총무이사
2009 ~ 카이스트 정보미디어 경영대학원 교수
2008 ~ 2009 한국소통학회 연구이사
2005 ~ 2009 서울여자대학교 언론영상학부 교수
2005 ~ 2007 한국커뮤니케이션학회 연구이사
2003 ~ 2005 미국 웨스트플로리다대학교 교수
1994 ~ 1995 불교텔레비전 프로듀서
1996 ~ 1998 디지틀조선일보 기자

## 방송진행
- TV비평  시청자데스크 MC 진행자